# 폴리테인먼트
폴리테인먼트(politainment)는 정치(political)와 엔터테인먼트(entertainment)의 합성어이며, 새로운 종류의 정치적 커뮤니케이션을 창출하기 위해 홍보 요소를 사용하여 정치 보도와 뉴스 보도에 활기를 불어넣는 정치 및 대중 매체의 경향을 설명한다. 폴리테인먼트는 외부적으로 전달되는 정보의 정치적 측면을 강조하지만 대중 문화와 저널리즘의 기술을 많이 사용하여 복잡한 정보를 보다 쉽게 접근하거나 설득력 있게 만들고 정치적으로 불리한 주제에서 대중의 관심을 분산시킨다. 정치인과 미디어의 상호의존성은 폴리티코-미디어 콤플렉스로 알려져 있다.
의심스러운 미덕으로, 콘텐츠와 내용의 감소는 뉴스 기사에 선정적인 트위지를 제공함으로써 쉽게 보상될 수 있다. 따라서 폴리테인먼트는 에듀테인먼트 및 인포테인먼트와 동일한 선상에 있다.
폴리테인먼트는 (1) 정치인과 스핀 닥터가 자신과 정당의 이익과 정치적 적의 단점 또는 (2) 뉴스 게시자, 언론인 등이 매체 및 저널리즘 작업을 홍보하는 커뮤니케이션 측면이 될 수 있다.
폴리테인먼트는 정당 식별, 유권자의 선택에 막대한 영향을 미치는 요인이 될 수 있으므로 정치 캠페인 및 선거에서 없어서는 안 될 도구가 되었다. 따라서 이것은 또한 겉보기에는 무해해 보이지만 정치적 심리전까지 군중을 조종하는 요소 중 하나가 될 수 있다.

## 같이 보기
- 집회
- 가짜뉴스
- 풀뿌리 민주주의
- 오보
- 빵과 서커스
- 포퓰리즘
- 선전 (사회학)
- 스티븐 콜베어
- 황색언론

## 관련 문헌
- David Schultz (2012). 《Politainment: The Ten Rules of Contemporary Politics: A citizens' guide to understanding campaigns and elections》. ISBN 978-0615594200.